# Topi del ghiacciaio

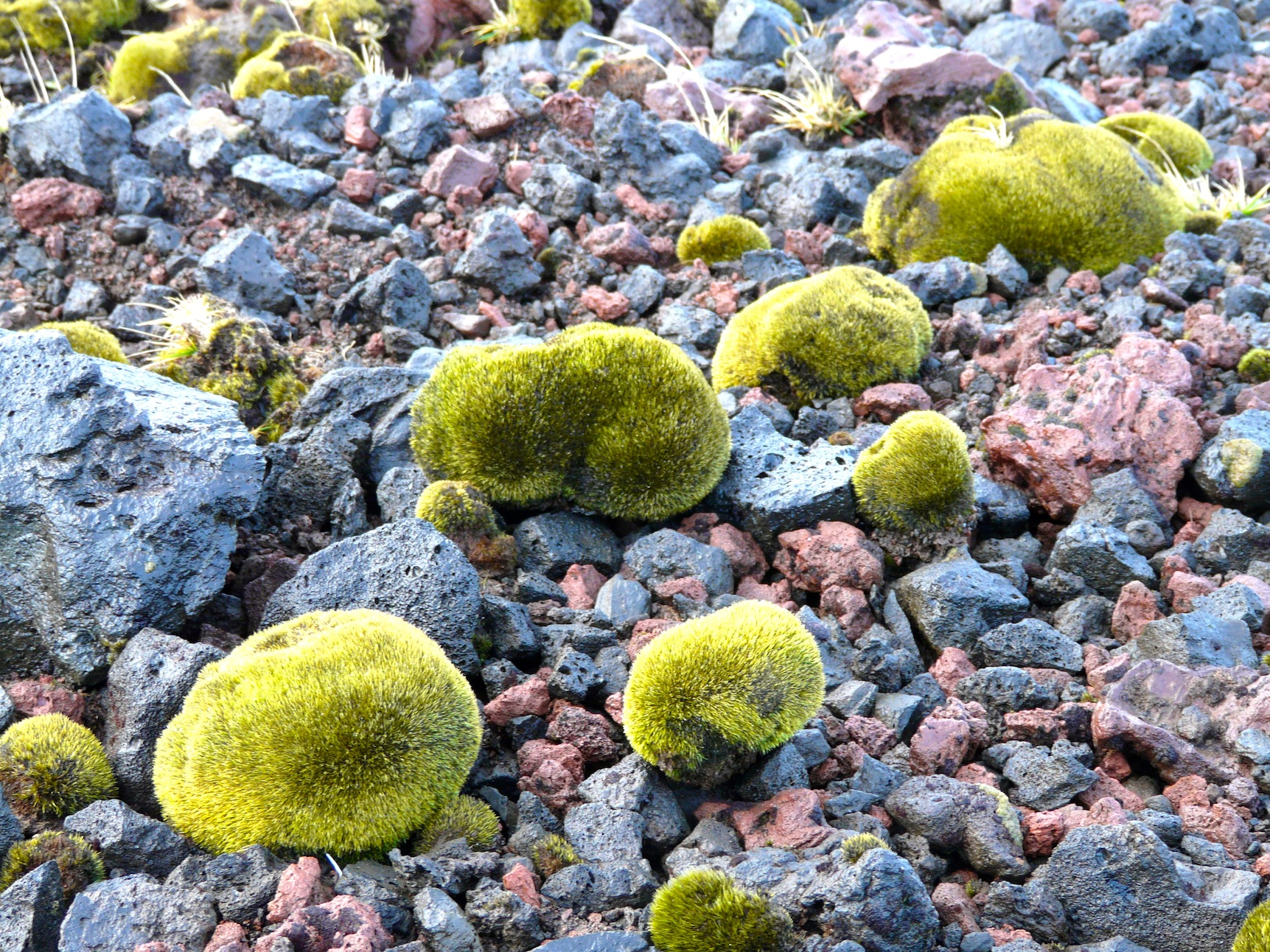
Topi del ghiacciaio sull'Île de la Possession.

I topi del ghiacciaio sono colonie di muschi che si trovano su alcuni ghiacciai ed ecosistemi adiacenti. Sono composti da varie specie di muschio e possono anche ospitare altre specie, come vermi nematodi, collemboli e tardigradi. Sebbene le condizioni preliminari necessarie affinché i topi dei ghiacciai si formino debbano ancora essere determinate, sono stati osservati in Alaska, Cile, Groenlandia, Islanda, Svalbard, Uganda e Venezuela, così come in diverse isole sub-antartiche. In almeno alcuni casi, i topi dei ghiacciai sembrano riprodursi asessualmente a causa dell'effetto dell'aspro ambiente glaciale sulle strategie tradizionali di riproduzione dei muschi.
I topi dei ghiacciai sono degni di nota anche visto il loro movimento sul ghiaccio, che sembra non essere casuale, assumendo la forma di un comportamento simile a quello di un branco. Questo movimento non è ancora spiegato e non sembra essere il risultato solo del vento o della direzione di un pendio. In media, si muovono di circa 2, 2.5 centimetri al giorno. L'uso di accelerometri ha dimostrato che i topi dei ghiacciai effettivamente ruotano e rotolano, anziché scivolare semplicemente sul ghiaccio, esponendo nel tempo tutte le loro superfici Le misurazioni sui topi dei ghiacciai mostrano che trattengono calore e umidità, creando un ecosistema adatto per microorganismi che altrimenti non potrebbero vivere su un ghiacciaio. Attualmente si pensa che i topi dei ghiacciai possano vivere 6 o più anni.
I topi dei ghiacciai furono descritti per la prima volta nel 1950 dal meteorologo islandese Jón Eyþórsson, che vi si riferì come jökla-mýs, islandese per "topi dei ghiacciai"